# Piet Schrijvers
Pieter Schrijvers (Jutphaas, 15 dicembre 1946 – Ermelo, 7 settembre 2022) è stato un calciatore e allenatore di calcio olandese, di ruolo portiere.

## Caratteristiche tecniche
Estremo difensore dal fisico possente, sviluppò una particolare abilità nell'intercettare i calci di rigore.

## Biografia

### Club

Schrijvers all'Ajax nel 1974, mentre tenta di opporsi allo juventino Damiani.

Dotato di un peso abbastanza elevato per un portiere, iniziò la carriera nella piccola società dilettantistica del RUC di Utrecht, salvo poi accasarsi al SEC di Soest, dove giocò anche in prima squadra. Gli anni seguenti li trascorse poi al HVC, ma nel 1965 il DWS gli offrì la possibilità di firmare — per la prima volta in carriera — un contratto professionistico. La compagine di Amsterdam lo mantenne dunque nei propri ranghi fino al 1968, e Schrijvers ebbe modo di accumulare quaranta presenze nel corso della sua prima esperienza nella capitale, trascorsa per buona parte come riserva di Jan Jongbloed.
Nell'estate del 1968 l'allenatore del Twente Rijvers Kees contattò il DWS e acquistò il giocatore, che esordì dunque con la nuova maglia all'inizio del Eredivisie 1968-1969, che vide la squadra di Enschede raggiungere il terzo posto in classifica. Nelle due stagioni successive il Twente mantenne un buon rendimento in campionato, stabilendosi rispettivamente al quarto e quinto posto. La stagione 1971-1972 fu teatro di un record stabilito da Schrijvers: in trentaquattro partite, infatti, subì solamente tredici reti, contribuendo al terzo posto del Twente alla fine dell'annata.
Nel 1974, in seguito al termine del campionato, Schrijvers venne acquistato dall'Ajax, dopo 195 incontri con il Twente (incluse le partecipazioni alle coppe europee). La compagine della capitale si rivela una delle migliori d'Olanda in quel periodo, vincendo a più riprese il campionato durante la permanenza di Schrijvers — titolare sia nel club che in Nazionale —, centrandone tre consecutivi, mancando il traguardo delle cinque vittorie in successione solo a causa dell'AZ '67, che nel 1980-1981 finì al primo posto, interrompendo la striscia di vittorie dell'Ajax. L'ultima stagione di Schrijvers con la formazione biancorossa fu densa di successi: infatti riuscì a conquistare sia campionato che coppa nazionale, e terminò il torneo con una rete segnata su trentadue presenze, unico gol in carriera. Dal 1983 al 1985 ha poi giocato per il PEC Zwolle.

### Nazionale
Debuttò con la selezione olandese il 1º dicembre 1971 ad Amsterdam contro la Scozia. Successivamente, giocò due partite delle qualificazioni al campionato mondiale di calcio 1974, ma, al momento di scegliere il titolare in vista della manifestazione, il CT Michels gli preferì il più duttile Jongbloed — che peraltro era stato compagno di squadra di Schrijvers —, portando comunque l'estremo difensore del Twente in Germania Ovest come riserva. Una volta conclusosi il Mondiale tedesco, Schrijvers si guadagnò il posto nell'undici di partenza della sua Nazionale, partecipando al campionato d'Europa 1976, al campionato del mondo 1978 e al campionato d'Europa 1980. Concluse poi l'esperienza internazionale il 14 marzo 1984 contro la Danimarca là dove l'aveva iniziata, ad Amsterdam.

### Morte
Schrijvers è morto nel 2022, per complicazioni della malattia di Alzheimer, diagnosticatagli tre anni prima.

## Palmarès

### Giocatore

#### Club
- Campionato olandese: 5

Ajax: 1976-1977, 1978-1979, 1979-1980, 1981-1982, 1982-1983
- Coppa dei Paesi Bassi: 2

Ajax: 1978-1979, 1982-1983

#### Individuale
- Gouden Schoen: 1

1993